# James Grahme
James Grahme ou Graham, né 3 avril 1650 à Norton Conyers et mort 26 janvier 1729 à Charlton (Brinkworth), est un homme politique et militaire anglais puis britannique.

## Biographie
Il naît le 3 avril 1650, et est baptisé le même jour. Il étudie à la Westminster school, puis à Christ Church (Oxford). Il effectue ensuite une brève mais active carrière militaire, puis entre en politique en se rapprochant du Jacobitisme. Il est membre de nombreux parlements anglais, souvent aux côtés des tories. Il est un fervent partisan de la monarchie et notamment de Charles II et Jacques II. Après d'importants déboires financiers, il meurt le 26 janvier 1729,,,.
De sa première épouse Dorothy Howard, Grahme a eu trois fils et deux filles. Parmi ses fils, Henry Graham fut député de Westmoreland, William (mort en 1716) devint capitaine dans la marine, et Richard mourut prématurément en 1697 alors qu'il était étudiant à l'University College d'Oxford. Une série de lettres de lui et de son tuteur, Hugh Todd, décrivant sa vie au collège et sa dernière maladie, a été publiée par Francis Edward Paget en 1875, avec des noms de personnes et de lieux modifiés, sous le titre A Student Penitent of 1695 (Un étudiant pénitent de 1695).